# Marisquería

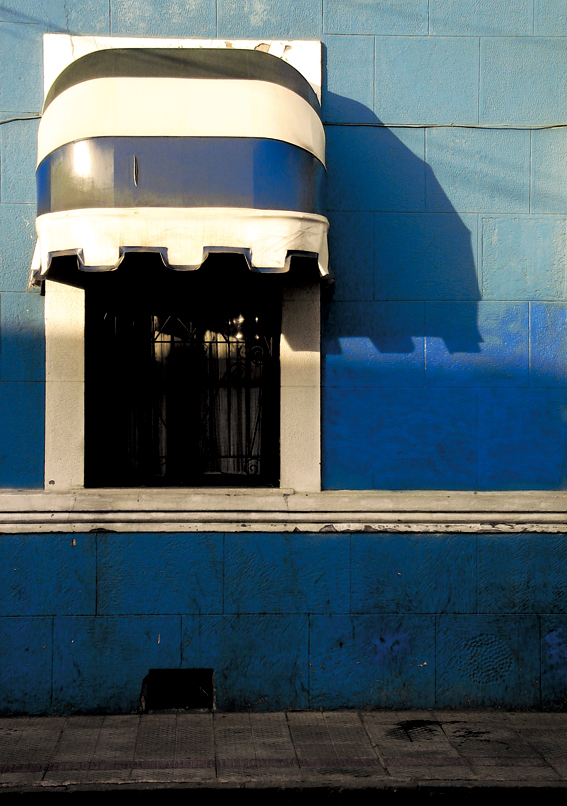
Außenansicht einer Marisquería, Santiago de Chile

Eine Marisquería ist in Spanien oder Süd- bzw. Mittelamerika ein Restaurant, in dem überwiegend Meeresfrüchte (mariscos span., Meeresfrüchte, Schalentiere) zum Verzehr angeboten werden. Ältere Marisquerías besitzen teilweise auch einen angeschlossenen Verkauf von Meeresfrüchten in einem separaten Geschäftsbereich.

## Charakteristik
Marisquerías haben meist als Fischrestaurants am Ort einen guten Ruf. Weniger wegen einer besonders ausgeklügelten Küche als durch ihre Selbstverpflichtung zur hochwertigen und frischen Ware.
In Vigo, Galicien, befindet sich die wohl weltgrößte Marisquería, die Marisqueria Bahia in der Rua da Pescaderia mit 1.200 Sitzplätzen. Deren Ausflüge in besondere Größenordnungen macht sich auch auf ihrer Speisekarte bemerkbar: das „Carrusel de Mariscos“ ist eine riesige Platte, je nach Jahreszeit überhäuft mit „centollas, percebes, vieiras, necoras, cigalas, langostinos, gambas, mejillones, berberechos, camarones“.
Typische Gerichte sind z. B. zarzuela de marisco y pescado (Eintopf mit Meeresfrüchten und Fisch), merluza al horno (Seehecht im Ofen gebraten) oder atún rojo del Mediterráneo (Roter Thunfisch).
Viele Marisquerías verzichten auf regelrechte Speisekarten, lassen den Gast selbst aus der Kühltheke bzw. Showvitrine heraus die Ware auswählen und gehen auch auf Zubereitungswünsche ein. Dabei befinden sie sich meist in küstennahen Orten.

## Sonstiges
Bei der Biographie des aus Galicien stammenden spanischen Spitzenkochs José Machado (* 1954) wird darauf  Wert gelegt, dass er sich seine Meriten während seiner Zeit als Koch in einer Marisquería in Madrid angeeignet habe.